# Суперкубок УЄФА 2024
Суперкубок УЄФА 2024 року — 49-й розіграш Суперкубка УЄФА, щорічного футбольного матчу, який організовує УЄФА і в якому беруть участь чинні чемпіони двох найкращих європейських клубних змагань — Ліги чемпіонів УЄФА та Ліги Європи УЄФА. Гра відбулася на Національному стадіоні у Варшаві, Польща, 14 серпня 2024 року. У ньому змагалися іспанський клуб «Реал Мадрид», переможець Ліги чемпіонів 2023/24, та італійський клуб «Аталанта», переможець Ліги Європи 2023/24.
Мадридський «Реал» виграв матч з рахунком 2:0 і виграв свій шостий Суперкубок УЄФА. Зробивши це, вони стали найуспішнішим клубом в історії змагань, обійшовши «Барселону» та «Мілан», що мали по 5 перемог

## Команди
| Команда     | Кваліфікація                          | Попередні участі (жирним виділено переможців)      |
| ----------- | ------------------------------------- | -------------------------------------------------- |
| Реал Мадрид | Переможці Ліги чемпіонів УЄФА 2023–24 | 8 (1998, 2000, 2002, 2014, 2016, 2017, 2018, 2022) |
| Аталанта    | Переможці Ліги Європи УЄФА 2023–24    | Дебют                                              |

## Стадіон
Національний стадіон у Варшаві, Польща, було обрано для проведення матчу на засіданні Виконкому УЄФА в Лімасолі, Кіпр, 26 вересня 2023 року. Стадіон був побудований до Євро-2012 у Польщі та Україні, де проходили три матчі групи A, чвертьфінал і півфінал. Відтоді він приймав фінал Ліги Європи 2015 року, а також став місцем проведення домашніх матчів національної збірної Польщі з футболу. Він мав місткість 58 274 місць.

## Арбітри
26 липня 2024 року УЄФА призначив арбітром матчу швейцарця Сандро Шерера. Він є арбітром ФІФА з 2015 року. До нього приєдналися співвітчизники Стефан Де Алмейда та Жонас Ерні в статусі асистентів арбітра, а українець Микола Балакін виконував роль четвертого арбітра. Німець Бастіан Данкерт був обраний відеопомічником рефері (VAR), а швейцарець Федаі Сан і співвітчизник Данкерта Крістіан Дінгерт були асистентами VAR.

## Матч
| 14 серпня 2024 21:00 CEST |

| «Реал Мадрид»                | 2–0      | «Аталанта» |
| ---------------------------- | -------- | ---------- |
| - Вальверде 59' - Мбаппе 68' | Протокол |            |

| Національний стадіон, Варшава Глядачів: 56 042 Арбітр: Сандро Шерер (Швейцарія) |

| «Реал Мадрид» | «Аталанта» |

| GK              | 1  | Тібо Куртуа           |     |     |
| RB              | 2  | Данієль Карвахаль (к) |     | 88' |
| CB              | 3  | Едер Мілітао          |     |     |
| CB              | 22 | Антоніо Рюдігер       |     |     |
| LB              | 23 | Ферлан Менді          |     |     |
| CM              | 8  | Федеріко Вальверде    |     |     |
| CM              | 14 | Орельєн Чуамені       |     |     |
| RW              | 11 | Родріго Гоес          |     | 76' |
| AM              | 5  | Джуд Беллінгем        | 35' | 88' |
| LW              | 7  | Вінісіус Жуніор       | 42' | 88' |
| CF              | 9  | Кіліан Мбаппе         |     | 83' |
| Заміни:         |    |                       |     |     |
| GK              | 13 | Андрій Лунін          |     |     |
| GK              | 26 | Фран Гонсалес         |     |     |
| DF              | 18 | Хесус Вальєхо         |     |     |
| DF              | 20 | Фран Гарсія           |     |     |
| DF              | 31 | Хакобо Рамон          |     |     |
| MF              | 6  | Едуарду Камавінга     |     |     |
| MF              | 10 | Лука Модрич           |     | 76' |
| MF              | 15 | Арда Гюлер            |     | 88' |
| MF              | 17 | Лукас Васкес          |     | 88' |
| MF              | 19 | Дані Себальйос        |     | 88' |
| MF              | 21 | Брахім Діас           |     | 83' |
| FW              | 16 | Ендрік                |     |     |
| Тренер:         |    |                       |     |     |
| Карло Анчелотті |    |                       |     |     |

| GK                   | 1  | Хуан Муссо         |     |     |
| CB                   | 19 | Берат Ґімшиті      | 64' |     |
| CB                   | 4  | Ісак Гін           |     | 90' |
| CB                   | 23 | Сеад Колашинаць    |     | 71' |
| RM                   | 77 | Давіде Дзаппакоста |     | 62' |
| CM                   | 15 | Мартен де Рон (c)  |     |     |
| CM                   | 13 | Едерсон            | 9'  |     |
| LM                   | 22 | Маттео Руджері     |     |     |
| AM                   | 8  | Маріо Пашалич      |     | 90' |
| CF                   | 17 | Шарль Де Кетеларе  |     | 62' |
| CF                   | 11 | Адемола Лукман     |     |     |
| Заміни:              |    |                    |     |     |
| GK                   | 29 | Марко Карнезеккі   |     |     |
| GK                   | 31 | Франческо Россі    |     |     |
| DF                   | 5  | Бен Годфрі         |     | 62' |
| DF                   | 20 | Мітхел Баккер      |     | 71' |
| DF                   | 27 | Марко Палестра     |     | 90' |
| DF                   | 40 | П'єтро Комі        |     |     |
| DF                   | 41 | П'єтро Торнагі     |     |     |
| MF                   | 6  | Ібрагім Сулемана   |     |     |
| MF                   | 25 | Федеріко Касса     |     |     |
| MF                   | 44 | Альберто Мандзоні  |     | 90' |
| FW                   | 32 | Матео Ретегі       |     | 62' |
| FW                   | 45 | Домінік Вавасорі   |     |     |
| Тренер:              |    |                    |     |     |
| Джан П'єро Гасперіні |    |                    |     |     |

| Гравець матчу: Джуд Беллінгем («Реал Мадрид») Помічники арбітра: Стефан Де Алмейда (Швейцарія) Йонас Ерні (Швейцарія) Четвертий арбітр: Микола Балакін (Україна) Відеоасистент арбітра: Бастіан Данкерт (Німеччина) Помічники відеоасистента арбітра: Федаї Сан (Швейцарія) Крістіан Дінгерт (Німеччина) | Регламент матчу: - 90 хвилин основного часу. - Післяматчеві пенальті у разі необхідності. - 12 запасних з кожної сторони. - Максимальна кількість замін — по п'ять з кожної сторони у три слоти. |

## Статистика
| Статистика       | «Реал» | «Аталанта» |
| ---------------- | ------ | ---------- |
| Голи             | 0      | 0          |
| Удари            | 3      | 2          |
| Удари в площину  | 0      | 0          |
| Сейви            | 0      | 0          |
| Володіння м'ячем | 56 %   | 44 %       |
| Кутові удари     | 1      | 1          |
| Фоли             | 8      | 11         |
| Поза грою        | 0      | 0          |
| Жовті картки     | 2      | 1          |
| Червоні картки   | 0      | 0          |

| Статистика       | «Реал» | «Аталанта» |
| ---------------- | ------ | ---------- |
| Голи             | 2      | 0          |
| Удари            | 10     | 5          |
| Удари в площину  | 6      | 1          |
| Сейви            | 1      | 4          |
| Володіння м'ячем | 49 %   | 51 %       |
| Кутові удари     | 4      | 1          |
| Фоли             | 4      | 8          |
| Поза грою        | 0      | 1          |
| Жовті картки     | 0      | 1          |
| Червоні картки   | 0      | 0          |

| Статистика       | «Реал» | «Аталанта» |
| ---------------- | ------ | ---------- |
| Голи             | 2      | 0          |
| Удари            | 13     | 7          |
| Удари в площину  | 6      | 1          |
| Сейви            | 1      | 4          |
| Володіння м'ячем | 53 %   | 47 %       |
| Кутові удари     | 5      | 2          |
| Фоли             | 12     | 19         |
| Поза грою        | 0      | 1          |
| Жовті картки     | 2      | 2          |
| Червоні картки   | 0      | 0          |